# Ojital Cuayo
Ojital Cuayo är en ort i Mexiko.   Den ligger i kommunen Ixhuatlán de Madero och delstaten Veracruz, i den sydöstra delen av landet, 190 km nordost om huvudstaden Mexico City. Ojital Cuayo ligger 180 meter över havet och antalet invånare är 808.
Terrängen runt Ojital Cuayo är kuperad åt nordväst, men åt sydost är den platt. Runt Ojital Cuayo är det ganska tätbefolkat, med 96 invånare per kvadratkilometer. Närmaste större samhälle är La Ceiba, 7,1 km nordost om Ojital Cuayo. Omgivningarna runt Ojital Cuayo är en mosaik av jordbruksmark och naturlig växtlighet.